# Policentro
Policentro es un centro comercial ubicado en Guayaquil, Ecuador. Es el primer centro comercial de esta ciudad y fue inaugurado por la primera dama Martha Bucaram de Roldós, el 25 de julio de 1979.

## Historia
La idea de su construcción fue del arquitecto Juan Péndola, alcalde de la ciudad en ese entonces, y se debe al italiano Lino Jemi junto a varios empresarios ecuatorianos en una época en la que se multiplicaban los negocios debido al auge del petróleo en el país. Su realización costó 400 millones de sucres, con un área de 60 mil metros cuadrados, 150 locales y capacidad para 1050 vehículos en su parqueo exterior.
En sus inicios albergó una variedad tiendas reconocidas que aún continúan o que ya están extintas como Unique, Salón del Juguete (hoy Juguetón), Italian Deli, Casa Tosi (desaparecido en 2014), Supermaxi y De Prati.
Se encuentra ubicado en la ciudadela Kennedy Vieja, a lado de la Clínica Kennedy, entre las Avenidas Carlos Luis Plaza Dañín y San Jorge, y frente al centro comercial San Marino Shopping, inaugurado en años más recientes.
En un estudio realizado por Ipsa Group en 2011, se determinó que es el quinto centro comercial más visitado de la ciudad con un 9% de afluencia.